# Шала-казахи (этнографическая группа)
Шала-казахи, устар. чала-казаки, чалаказаки (ед. ч. каз. шалақазақ, мн. ч. шалақазақтар — «полуказахи», «недоказахи») — этнографическая группа, потомки татар, сартов, уйгуров и др. народов от смешанных браков с казахами. Этноним «чалаказаки» употреблялся в XVIII—XIX веках. В настоящее время «шала-казахами» именуют казахов, которые не владеют казахским языком и не чтят казахскую культуру (см. соотв. статью). Шала-казахами также именуют одно из подразделений рода мамбет племени найман и окиргизившихся казахов из рода абла племени сарыбагыш.
В казахском языке слово «шала́» означает «половинчатый», «сырой». В паре с другими словами «шала» придаёт им смысл «неполноценности»: шала туған — «недоношенный», шала жансар — «полуживой», шала сауатты — «малограмотный».
Первые упоминания о шала-казахах (чала-казаки) встречаются в XVIII—XIX веках, когда этим термином обозначали социокультурную группу метисов — потомков переселившихся в казахские степи татар, выходцев из Средней Азии (сарты) и таранчей (илийские уйгуры), которые заключали браки с казашками, но находились вне казахской родоплеменной структуры. Первое поколение шала-казахов владело казахским языком, а для последующих он стал родным. Помимо перечисленных, шала-казахами называют подразделение рода мамбет племени найман. Современных шала-казахов и исторических шала-казахов роднит только название.
До середины XIX века шала-казахи не включались в административно-территориальные единицы и, как следствие, в общую численность населения. Шала-казахи не платили никаких податей. Достаточно было назваться этим именем и можно было долгие годы не нести никаких повинностей в отношении своей страны, что привело к увеличению их числа и сокрытию в их рядах многих беглых татар и русских солдат. В 1851 году был поднят вопрос об обложении шала-казахов податями и причислении их к казахским волостям.
Значительное число шала-казахов селилось в горах, ущельях и труднодоступных речных долинах, вдали от властей. Вместе с казаками, используя сети и малые неводы, занимались рыбным промыслом в горах и малых заливах Зайсана, реках Курчум, Кокпектинка и Большом и Малом Буконях. Из официальных сведений того времени известно, что шала-казахи земледелием совсем не занимаются, кочуют вместе с киргизами (казахами) и мало чем отличаются от них в быту.
Большое число шала-казахов проживало на территории Большой орды, в Кокпектинском и Аягузском округах. Они были равными с казахами в правах и говорили на тюркских языках — узбекском и казахском. Известно, что Чокан Валиханов интересовался населявшими Аягуз чалаказаками.
Чолак-казаки из Туркестанского альбома (1865 — 1872)